# Monument historique national (Argentine)
Pour les autres articles nationaux ou selon les autres juridictions, voir Monument historique.

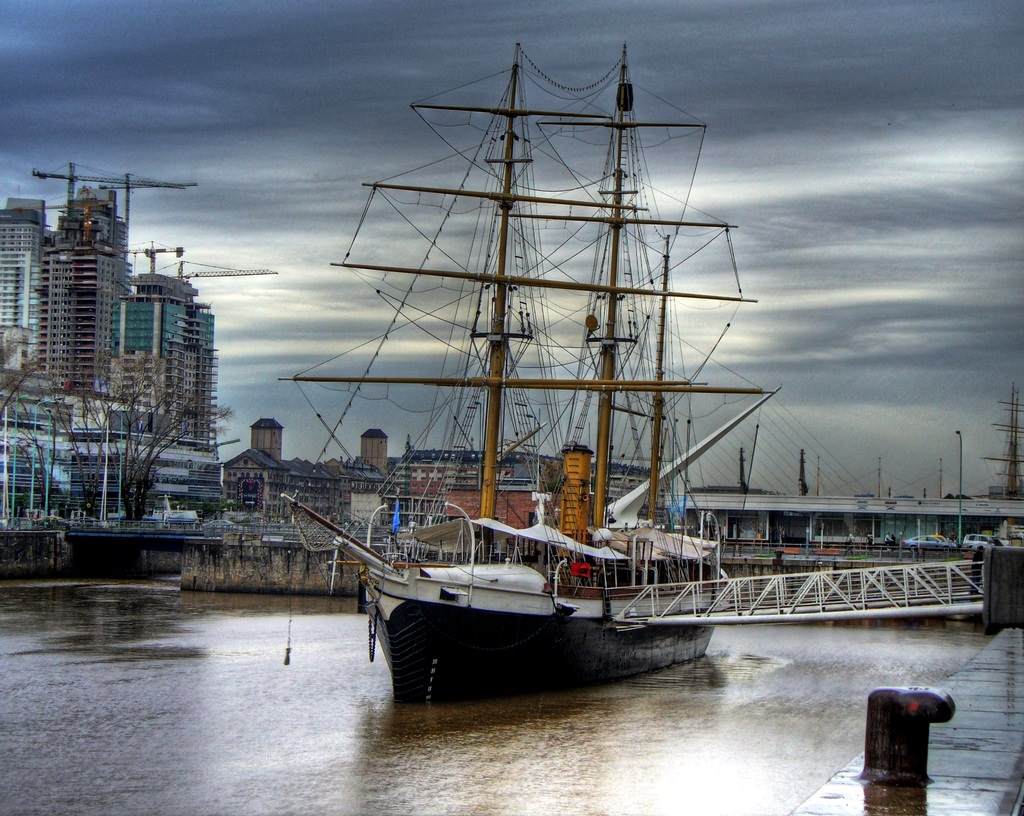
La corvette ARA Uruguay, classée « monument historique » en 1967.

Un monument historique national (Monument Histórico Nacional en espagnol) est, en Argentine, un monument, un lieu ou une œuvre recevant par décret un statut juridique destiné à le protéger, du fait de son intérêt historique, artistique ou architectural.

## Histoire
Le 30 septembre 1940, la loi 12.665 crée la « Commission nationale des musées, monuments et lieux historiques » (Comisión Nacional de Museos, Monumentos y Lugares Históricos) qui est chargée notamment d'en maintenir la liste, de superviser les travaux nécessaires sur ceux-ci et de les préserver.
Plusieurs catégories de monument historique existent :
- Monument historique (Monumento Histórico) ;
- Monument historique artistique (Monumento Histórico Artístico) ;
- Lieu historique (Lugar Histórico) ;
- Bien d'intérêt historique (Bien de Interés Histórico) ;
- Bien d'intérêt historique artistique (Bien de Interés Histórico Artístico) ;
- Tombe (Sepulcro) ;
- Autre (Otros).

## Liste des monuments historiques nationaux
District fédéral
- Buenos Aires

Provinces
- Buenos Aires
- Catamarca
- Chaco
- Chubut
- Córdoba
- Corrientes
- Entre Rios
- Formosa
- Jujuy
- La Pampa
- La Rioja
- Mendoza
- Misiones
- Neuquén
- Río Negro
- Salta
- San Juan
- San Luis
- Santa Cruz
- Santa Fe
- Santiago del Estero
- Tierra del Fuego
- Tucumán